# Distretto di Boztepe
Il distretto di Boztepe (in turco Boztepe ilçesi) è uno dei distretti della provincia di Kırşehir, in Turchia.